# Setra S 517 HD
Setra S 517 HD — туристический автобус, выпускаемый немецкой компанией Setra с 2012 года. Также существует вариант Setra S 517 HDH.

## Описание
Автобус Setra S 517 HD впервые был представлен в 2012 году. Премьера состоялась в Кортрейке на автосалоне Busworld 2013. Также автобус получил премию Coach of the Year 2014. 
Кузов автобуса прочнее, чем у моделей 400-го поколения. Передняя часть автобуса защищена от фронтального удара системой FCG (Front Collision Guard). Система ABA 3 предупреждает водителя об опасной дистанции и обеспечивает полное торможение во избежание ДТП. 
В России автобус был представлен на фестивале «Мир автобусов — 2016», где компания «Даймлер КАМАЗ РУС» представила для обслуживания спортивных команд автобус Setra S516 HDH. В декабре 2016 года в России был представлен автобус Setra S 517 HD, с которым журналисты журнала «Автопарк Пятое колесо» познакомились после первой работы на линии. 
Салон автобуса Setra S 517 HD ассоциируется с самолётом Boeing 777. Рулевое колесо очень похоже на Mercedes-Benz Actros, только на нём присутствует эмблема в виде буквы «K» (Карл Кассборер). 

## Эксплуатация
Автобус Setra S 517 HD эксплуатируется в Люксембурге.
25 автобусов модели Setra S 517 HD Russland эксплуатируются в России. В Москве их эксплуатирует ГУП «Мосгортранс» с 2017 года. Автобусы работают в качестве заказных перевозок и в рамках проекта «Добрый автобус». До осени 2023 года — также в качестве «Сити-Шаттлов» ст1 «Хорошёво-Мнёвники—Москва-Сити» и ст2 «Матвеевское—Москва-Сити», до закрытия данных маршрутов.
В 2020 году, 1 автобус был передан в Псков.
| Предприятие                   | Серия         | Количество | Примечания                                                       |
| ----------------------------- | ------------- | ---------- | ---------------------------------------------------------------- |
| Block Busreisen               |               | 1          |                                                                  |
| Meinfernbus                   | NU SO 5017    | 1          |                                                                  |
| Demy Schandeler               | DC1034—DC1035 | 2          |                                                                  |
| Voyages Emile Weber           | 522           | 1          |                                                                  |
| Voyages Sales Lentz           | SL3702—SL3703 | 2          |                                                                  |
| Voyages Unsen                 | VU4060        | 1          |                                                                  |
| Voyages Vandivinit            | VV2002—VV2003 | 2          |                                                                  |
| Voyages Vandivinit            | VV2010        | 1          |                                                                  |
| Voyages Vandivinit            | VV2016—VV2018 | 3          |                                                                  |
| Voyages Vandivinit            | VV2046        | 1          |                                                                  |
| Besseling Travel              | 61            | 1          |                                                                  |
| Besseling Travel              | 66—69         | 4          |                                                                  |
| ГУП «Мосгортранс»             |               | 24         | Изначально 25; 1 автобус передан в ГППО «Псковпассажиравтотранс» |
| ГППО «Псковпассажиравтотранс» |               | 1          |                                                                  |